# Diocesi immediatamente soggetta alla Santa Sede
Una diocesi immediatamente soggetta alla Santa Sede è una diocesi della Chiesa cattolica direttamente dipendente dalla Santa Sede e non soggetta all'autorità di un arcivescovo metropolita. Una locuzione equivalente, ma oggi in disuso, è diocesi esente (da giurisdizione metropolitica).

## La regola tradizionale
La normale regola è che le diocesi siano assegnate alle varie province ecclesiastiche, a capo delle quali vi è un arcivescovo metropolita, e sono dette diocesi suffraganee. Può capitare, che specialmente per motivi storici o per gravi questioni contingenti una diocesi, ed anche eccezionalmente un'arcidiocesi, non venga considerata ricompresa in una provincia ecclesiastica, ma dipenda direttamente dalla Santa Sede.
Con l'istituzione delle regioni ecclesiastiche, tuttavia, anche le diocesi immediatamente soggette fanno parte di tali istituzioni, e si è venuta, così, ad attenuare la differenza tra le diocesi suffraganee e quelle immediatamente soggette.
Un caso particolare riguarda la regione ecclesiastica del Lazio: la provincia romana è costituita solo dalla diocesi di Roma e dalle sette sedi suburbicarie, mentre le altre diocesi della regione non sono considerate suffraganee di Roma, ma soggette direttamente alla Sede Apostolica, e quelle (cosiddette de numero) incluse, almeno in parte, nelle cento miglia da Roma, l'antica giurisdizione, detta distretto, del Praefectus Urbis, (il prefetto della Roma imperiale), ruolo conservato fino al 15 agosto 1972 dal cardinale vicario di Roma. I vescovi di queste diocesi avevano l'obbligo di partecipare ai sacri concistori del Romano Pontefice e il privilegio di mettere sullo stemma vescovile quattro fiocchi per parte, come gli arcivescovi. Abolito il de numero nel 1972, è lasciata la facoltà ai loro vescovi di partecipare ancora ai concistori e mettere sullo stemma i quattro fiocchi o nappi.
Lo stesso dicasi per la situazione delle abbazie territoriali o per le diocesi di altri riti, sottratte alle province latine nelle quali operano. Un caso a parte è la situazione svizzera, in cui tutte le diocesi sono immediatamente soggette in virtù di una situazione cristallizzatasi nell'Ottocento che sarebbe di difficile e complessa modifica.

## La riforma conciliare
Il decreto del Concilio Vaticano II Christus Dominus, promulgato nel 1965, ha stabilito il principio che tutte le diocesi devono appartenere a una provincia ecclesiastica. Di conseguenza molte diocesi che per privilegio erano immediatamente soggette alla Santa Sede sono divenute diocesi suffraganee.